# Rocket Ball

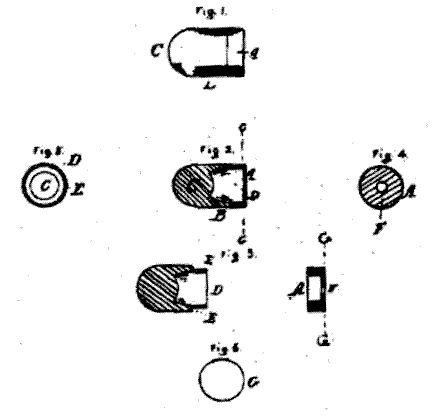
Disegno tratta dal brevetto USA 5.701, per la cartuccia con bossolo metallico Rocket Ball di Walter Hunt.

La Rocket Ball fu una delle prime cartucce con bossolo metallico, contenente pallottola e polvere da sparo in un singolo involucro di ottone.
Venne brevettata nel 1848 da Walter Hunt, e fu utilizzata nei primi caricatori per pistole a ripetizione.

## Costruzione
Consisteva in un proiettile di piombo  con una cavità profonda nella parte posteriore, con una maggiore lunghezza della cartuccia. Il vuoto, come quello della pallottola Minié, serviva a sigillare la pallottola nel foro, ma a differenza di quest'ultima aveva la cavità per un ulteriore uso. La profonda cavità serviva a contenere la polvere ed il bossolo era chiuso con un tappo con un piccolo foro nella parte posteriore per l'accensione. La Rocket Ball sostituiva la precedente cartuccia, con involucro in cartone pressato, con una molto più resistente che poteva essere inserita in un caricatore. Il bossolo veniva espulso al momento dello sparo, evitando così il doverlo estrarre manualmente.
Il volume limitato alla base del proiettile fortemente limitava la quantità di polvere che poteva essere usata e dunque limitava la velocità potenziale e la portata della cartuccia, rendendola meno potente delle attuali cartucce per pistole da tasca coma la .25 ACP.

## Utilizzo

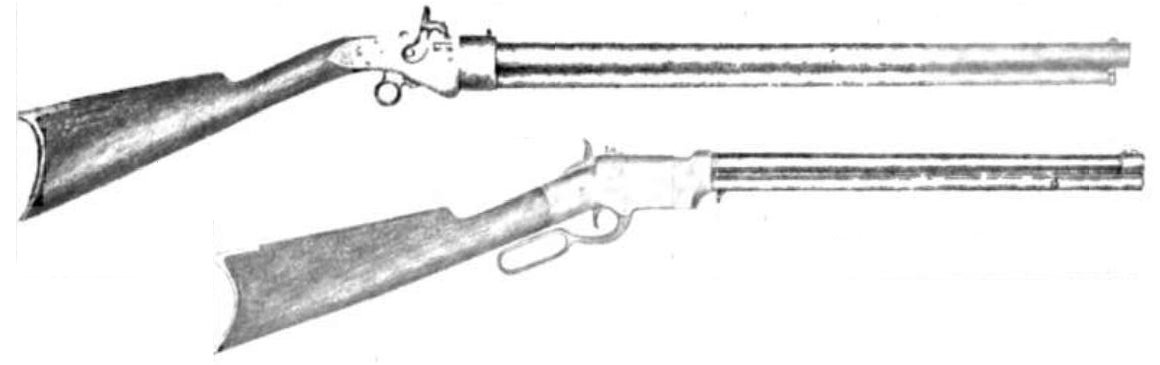
Il fucile Jennings (sopra) ed il successivo fucile Volcanic (sotto).

Nonostante i suoi imiti, la Rocket Ball venne utilizzata in un certo numero di tentativi di realizzare un'arma di successo commerciale, che si concluse con il prodotto della Volcanic Repeating Arms. La cartuccia Volcanic fu un passo avanti, aggiungendo una vernice al tappo della Rocket Ball, rendendo le munizioni completamente autonome.